# Tarasiwka (rejon berdyczowski)
Tarasiwka (ukr. Тарасівка) – wieś na Ukrainie, w obwodzie żytomierskim, w rejonie berdyczowskim, w hromadzie Andruszówka. W 2001 roku liczyła 93 mieszkańców.